# Korkowiec (roślina)
Korkowiec (Phellodendron Rupr.) – rodzaj drzew z rodziny rutowatych. W obrębie rodzaju wymieniano różną liczbę gatunków (od dwóch do czterech lub pięciu czy nawet 10), ale po rewizji taksonomicznej ustalono ich liczbę na dwa. Rośliny te występują we wschodniej Azji od Wietnamu na południu, poprzez Chiny, Koreę, Japonię po Kraj Chabarowski na Rosyjskim Dalekim Wschodzie. Jako rośliny ozdobne zostały rozprzestrzenione w strefie umiarkowanej od ok. połowy XIX wieku, w wielu miejscach rozprzestrzeniając się jako rośliny introdukowane, w tym także inwazyjne (np.  w Nowym Jorku i w południowo-wschodniej Europie). W przeszłości rodzaj był szerzej rozprzestrzeniony – jego skamieniałości znane są z wczesnego oligocenu z Ameryki Północnej, a od środkowego po pliocen z Europy. Drzewa te rosną w różnych lasach liściastych, w przypadku P. chinense także mieszanych, górskich i w niższych położeniach, P. amurense często w dolinach rzek.
Korkowce sadzone są jako drzewa ozdobne, szczególnie efektowne w przypadku swobodnego wzrostu (jako soliter), pozwalającego na wyeksponowanie efektownej korony. Z drewna korkowca amurskiego, określanego jako „aksamitne”, wykonuje się narty, a z kory pływaki do sieci rybackich. Dawniej używano jej także do wytwarzania korka gorszej jakości niż w przypadku pochodzącego od dębu korkowego, ale o podobnym zastosowaniu. Wykonywano z kory także płyty izolacyjne. Kwiaty dostarczają pożytku pszczelego (zarówno nektaru jak i pyłku). Kora i olejek z owoców wykorzystywany jest w medycynie.
Naukowa nazwa rodzajowa utworzona została z greckich słów phellos, znaczącego „kora, korek”, i dendron, znaczącego „drzewo”.

## Morfologia
PokrójDrzewa (osiągające w naturze do 15 m – P. chinense i 30 m – P. amurense) o grubej, głęboko bruzdowanej, szarej i szarobrązowej korze. Gałązki ciemnofioletowe. Pąki pojedyncze, drobne, osłonięte nasadami liści.
LiścieNaprzeciwległe, nieparzysto pierzasto złożone, z 5–13 siedzącymi listkami o brzegach drobno piłkowanych lub karbowanych, z gruczołami w nacięciach blaszki. Liście aromatyczne.
KwiatyRośliny dwupienne. Kwiaty rozdzielnopłciowe, niepozorne – drobne i zielone, zebrane w wiechy wyrastające w kątach liści w szczytowych częściach pędów. Kwiaty zwykle pięciokrotne, ale zarówno działek kielicha, jak i płatków korony występuje czasem większa liczba – do 8. W kwiatach męskich 5 pręcików i mały dysk otaczający szczątkowy słupek. W kwiatach żeńskich dysku brak, pręciki zredukowane do prątniczków. Zalążnia górna, pięciokoromowa, z pojedynczymi zalążkami w komorach, osadzona na gynoforze, z krótką szyjką słupka lub całkiem zredukowaną, znamię pięciołatkowe, trwałe.
OwoceCzarne, pięciokanciaste pestkowce, zawierające pięć nasion.

## Systematyka
Rodzaj z podrodziny Rutoideae Arn. (1832) z rodziny rutowatych Rutaceae.
Wykaz gatunków
- Phellodendron amurense Rupr. – korkowiec amurski
- Phellodendron chinense C.K.Schneid.